# Нюрнберзький пряник
Ню́рнберзький пря́ник (нім. Nürnberger Lebkuchen) — різновид пряників з Франконії — баварського (німецького) міста Нюрнберга, відомий ще з часів Середньовіччя. Особливо популярний в різдвяний період, хоча виготовляється і продається протягом цілого року. Нюрнберзький пряник від 1 липня 1996 року є запатентованою, захищеною торговою маркою для пряників, вироблених лише в Нюрнберзі.

## Історія

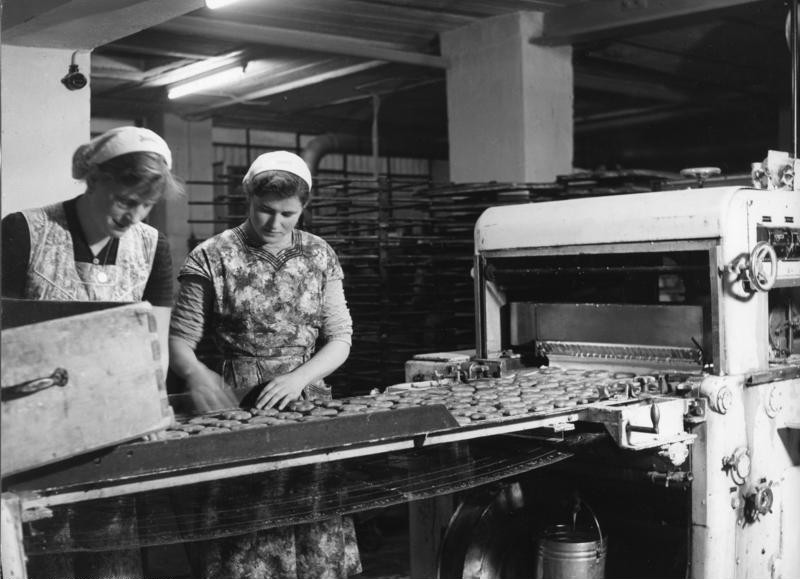
Виробництво пряників на фабриці Вольфа. 1 959

Історія нюрнберзьких пряників простежується принаймні з кінця XV століття. Відомо, що імператор Фрідріх III під час різдвяного тижня 1487 року роздавав  спеціально виготовлені  маленькі пряники зі своїм портретом дітям, що зібрались в місті, біля фортечного рову.
Найстаріший письмовий рецепт пряника від XVI століття зберігається в Німецькому національному музеї в Нюрнберзі.
Під час візиту до Нюрнберга 1855 року короля Максиміліана II з королевою пряничники міста випекли на їх честь кілька гігантських пряників із написами «Слава нашому королю».

## Опис

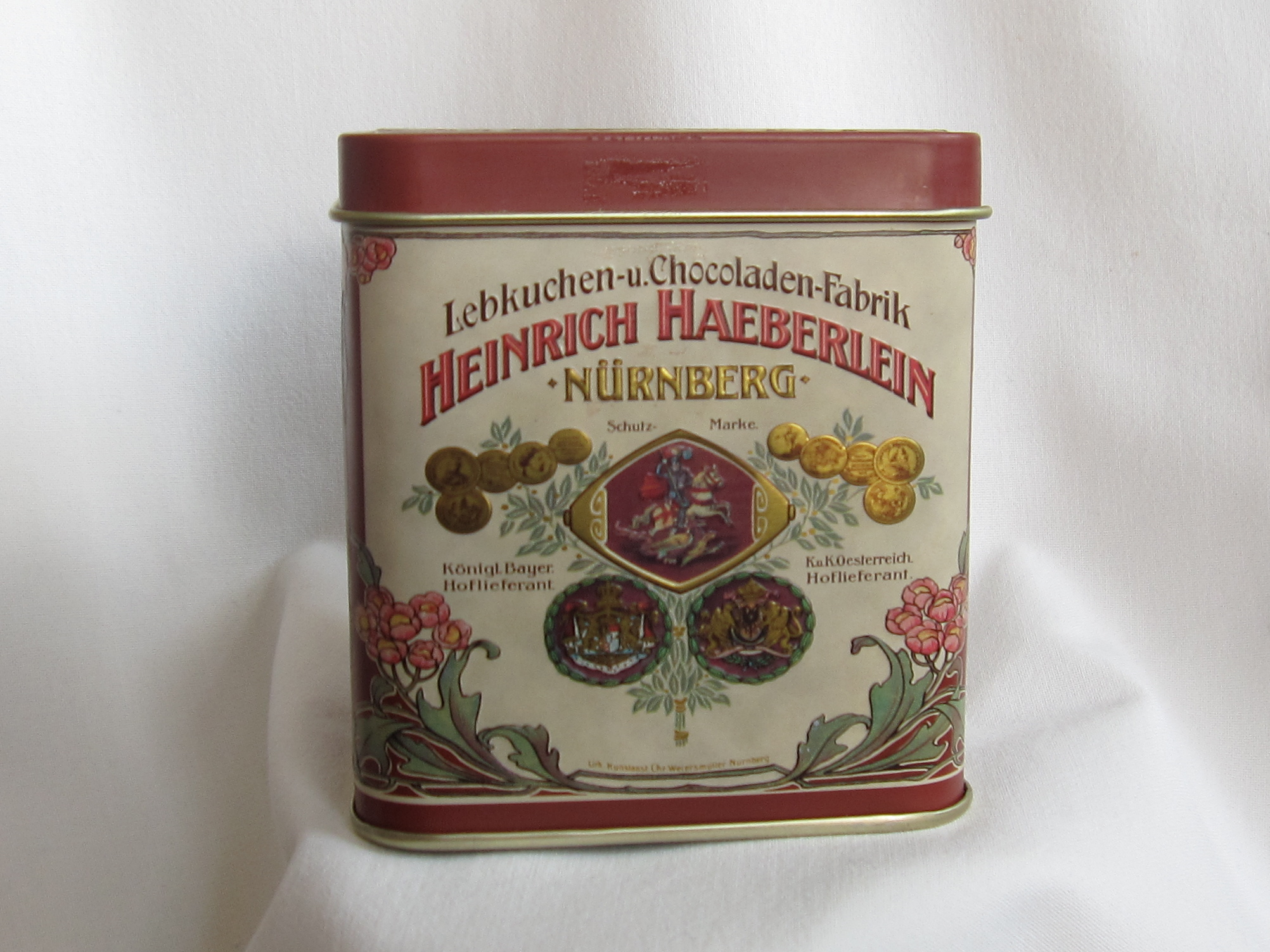
Пряники у фірмовій жерстяній коробочці (фабрика Генріха Хеберлайна)

Під нюрнберзькими пряниками мають на увазі, як правило, великі та переважно круглі, глазуровані шоколадом («schokoliert») або неглазуровані («natur») цукристі пряники з темною начинкою, а також білі пряники. Відмінністю нюрнберзьких пряників від інших є дуже високий вміст горіхової маси за незначної частки або навіть повної відсутності борошна. Пряники також часто містять мигдаль і цукати. Нюрнберзькими пряниками найвищої якості, незмінно присутніми в асортименті всіх виробників і продавців, вважається сорт нюрнберзьких пряників «Єлизавета» (нім. Elisenlebkuchen), який його розробник назвав на честь своєї доньки Елізабет. Він містить щонайменше 25 % мигдалю, лісового горіха або волоського горіха і максимум 10 % борошна. Відомі рецепти інших видів нюрнберзьких пряників.
Продаються також безформні та кускові пряники і їх лом, які не поступаються за якістю і смаком фігурним пряникам. Популярні пряники в декоративних та подарункових фірмових жерстяних коробочках, зокрема в музичних скриньках, та в іншій оригінальній упаковці.
Виробники патентованих нюрнберзьких пряників (група Lambertz з фабричними марками Хеберлайна-Метцгера, Вейса, Вольфа, група Schmidt з марками Шмідта, Віклейна і численні дрібні ручні ремісничі виробництва) розташовуються тільки в межах міста та продають пряникову продукцію у власних спеціалізованих магазинах у Нюрнберзі та в уповноважених магазинах по всьому світу, а також поштою.
Особливо широко пряниковий асортимент (включно зі спеціальним — фірмовим) представлений як різдвяний товар на міських площах-ярмарках у тижні, що передує 25 грудня, хоча й в інший час пряники активно продаються в крамницях і супермаркетах.